# Кіт Бонд
Крістофер Семюел «Кіт» Бонд (англ. Christopher Samuel «Kit» Bond; 6 березня 1939, Сент-Луїс, Міссурі — 13 травня 2025, там само) — американський політик, член Республіканської партії. Він був губернатором штату Міссурі з 1973 по 1977 і з 1981 по 1985, член Сенату США від Міссурі з 1987 по 2011.
У 1960 році закінчив Принстонський університет. Він отримав диплом юриста у 1963 році в Університеті Вірджинії.